# Damian Kapica
Damian Kapica (* 18. Juli 1992 in Nowy Targ) ist ein polnischer Eishockeyspieler, der seit 2015 beim KS Cracovia in der Polska Hokej Liga unter Vertrag steht.

## Karriere

### Club
Damian Kapica begann seine Karriere in der Nachwuchsabteilung von Podhale Nowy Targ, für dessen zweite Mannschaft er bereits als 14-Jähriger in der zweitklassigen I liga spielte. In der Spielzeit 2009/10 wechselte er in die erste Mannschaft des polnischen Rekordmeisters und konnte mit dieser noch in derselben Saison seinen ersten Meistertitel erringen. 2011 wechselte er für ein Jahr zum HC Oceláři Třinec, bei dem er in der tschechischen U20-Liga eingesetzt wurde. Nach zwei Jahren beim oberschlesischen JKH GKS Jastrzębie, mit dem er 2013 polnischer Pokalsieger wurde, kehrte er für ein Jahr nach Nowy Targ in seine kleinpolnische Geburtsstadt zurück und wurde 2015 Torschützenkönig der Ekstraliga. Seit 2015 spielt er beim KS Cracovia. Mit dem Klub aus der traditionsreichen Universitätsstadt konnte er 2016 und 2017 die polnische Meisterschaft und 2016 auch den Pokalwettbewerb gewinnen. 2020 war er der beste Vorbereiter der Polska Hokej Liga, wie sich die Ekstraliga nunmehr nennt. 2022 konnte er mit Cracovia den IIHF Continental Cup gewinnen.

### International
Für Polen nahm Kapica im Juniorenbereich jeweils an der Division I der U18-Weltmeisterschaften 2008, 2009, als er bester Vorbereiter des Turniers war und auch die beste Plus/Minus-Bilanz aufwies, und 2010, als er zum besten Spieler seiner Mannschaft gewählt wurde, sowie der U20-Weltmeisterschaften 2010 und 2012, als Topscorer und Torschützenkönig – seine sechs Treffer erzielte er sämtlich beim 9:1-Erfolg über den kroatischen Nachwuchs – war sowie die beste Plus/Minus-Bilanz aufwies, teil.
Sein Debüt in der Herren-Nationalmannschaft gab er bei den Spielen der Division I der Weltmeisterschaft 2012. In den Folgejahren wurde er zwar immer wieder in der polnischen Nationalmannschaft eingesetzt, zu seiner zweiten WM-Teilnahme kam er aber erst 2017 erneut in der Division I, in der er auch 2018 und 2019, als er Topscorer und Torschützenkönig des Turniers wurde und auch die beste Plus/Minus-Bilanz erreichte, spielte. Zudem vertrat er seine Farben bei der Olympiaqualifikation für die Winterspiele in Peking 2022, als sich die Polen im Februar 2020 im kasachischen Nur-Sultan nach klaren Siegen über die Niederlande (8:0) und die Ukraine überraschend auch mit 3:2 gegen den höher eingeschätzten Gastgeber Kasachstan durchsetzen konnten und so die Qualifikationsendrunde erreichten, in der sie im August 2021 in Bratislava ohne Kapica auf Gastgeber Slowakei sowie Belarus und Österreich trafen und trotz eines 1:0-Auftaktsieges gegen Belarus Gruppenletzter wurden.

## Erfolge und Auszeichnungen
- 2010 Polnischer Meister mit Podhale Nowy Targ
- 2013 Polnischer Pokalsieger mit dem JKH GKS Jastrzębie
- 2015 Torschützenkönig der Ekstraliga
- 2016 Polnischer Meister und Pokalsieger mit dem KS Cracovia
- 2017 Polnischer Meister mit dem KS Cracovia
- 2020 Bester Torvorbereiter der Polska Hokej Liga
- 2022 Gewinn des IIHF Continental Cups mit KS Cracovia

### International
- 2009 Bester Vorlagengeber der U18-Weltmeisterschaft der Division I, Gruppe A
- 2009 Beste Plus/Minus-Bilanz der U18-Weltmeisterschaft der Division I, Gruppe A
- 2012 Topscorer der U20-Weltmeisterschaft der Division I, Gruppe B
- 2012 Bester Torschütze der U20-Weltmeisterschaft der Division I, Gruppe B
- 2012 Beste Plus/Minus-Bilanz der U20-Weltmeisterschaft der Division I, Gruppe B
- 2019 Topscorer der Weltmeisterschaft der Division I, Gruppe B
- 2019 Bester Torschütze der Weltmeisterschaft der Division I, Gruppe B (gemeinsam mit Filip Komorski und Witalij Ljalka)
- 2019 Beste Plus/Minus-Bilanz der Weltmeisterschaft der Division I, Gruppe B (gemeinsam mit Marcin Kolusz)

## Ekstraliga-Statistik
(Stand: Ende der Spielzeit 2021/22)